# Janar Toomet
Janar Toomet (Tallinn, 10 agosto 1989) è un calciatore estone, centrocampista del Viimsi.

## Carriera

### Club
Ha giocato nella prima divisione estone.

### Nazionale
Tra il 2016 ed il 2018 ha giocato complessivamente 5 partite in nazionale, inclusa anche una partita nelle qualificazioni ai Mondiali. In precedenza, aveva anche collezionato alcune presenze con le varie nazionali giovanili estoni.

## Statistiche

### Cronologia presenze e reti in nazionale
| Cronologia completa delle presenze e delle reti in nazionale ― Estonia | Cronologia completa delle presenze e delle reti in nazionale ― Estonia | Cronologia completa delle presenze e delle reti in nazionale ― Estonia | Cronologia completa delle presenze e delle reti in nazionale ― Estonia | Cronologia completa delle presenze e delle reti in nazionale ― Estonia | Cronologia completa delle presenze e delle reti in nazionale ― Estonia | Cronologia completa delle presenze e delle reti in nazionale ― Estonia | Cronologia completa delle presenze e delle reti in nazionale ― Estonia |
| Data                                                                   | Città                                                                  | In casa                                                                | Risultato                                                              | Ospiti                                                                 | Competizione                                                           | Reti                                                                   | Note                                                                   |
| ---------------------------------------------------------------------- | ---------------------------------------------------------------------- | ---------------------------------------------------------------------- | ---------------------------------------------------------------------- | ---------------------------------------------------------------------- | ---------------------------------------------------------------------- | ---------------------------------------------------------------------- | ---------------------------------------------------------------------- |
| 20-11-2016                                                             | Basseterre                                                             | Saint Kitts e Nevis                                                    | 1 – 1                                                                  | Estonia                                                                | Amichevole                                                             | -                                                                      | 77’                                                                    |
| 22-11-2016                                                             | Saint John's                                                           | Antigua e Barbuda                                                      | 0 – 1                                                                  | Estonia                                                                | Amichevole                                                             | -                                                                      | 80’                                                                    |
| 25-3-2017                                                              | Nicosia                                                                | Cipro                                                                  | 0 – 0                                                                  | Estonia                                                                | Qual. Mondiali 2018                                                    | -                                                                      | 79’                                                                    |
| 28-3-2017                                                              | Tallinn                                                                | Estonia                                                                | 3 – 0                                                                  | Croazia                                                                | Amichevole                                                             | -                                                                      |                                                                        |
| 12-6-2017                                                              | Riga                                                                   | Lettonia                                                               | 1 – 2                                                                  | Estonia                                                                | Amichevole                                                             | -                                                                      | 42’ 69’                                                                |
| Totale                                                                 |                                                                        | Presenze                                                               | 5                                                                      |                                                                        | Reti                                                                   | 0                                                                      |                                                                        |

## Palmarès

### Club

#### Competizioni nazionali
- Coppa d'Estonia: 1

Levadia Tallinn: 2011-2012